# Torre del Vajanico
La torre del Vajanico, detta anche Torvaianica e torre di Mezzavia, era una torre costiera situata nella frazione eponima di Torvaianica, all'interno del comune di Pomezia nella città metropolitana di Roma Capitale.

## Storia
La torre fu commissionata da papa Gregorio XIII e fu progettata dall'architetto Giacomo Della Porta al fine di sorvegliare il litorale laziale. L'area individuata per la costruzione della torre era proprietà dei Cesarini di Ardea, a cui fu chiesto di contribuire economicamente alla costruzione dell'edificio; tuttavia a causa delle scarse finanze di Virginia de' Maximi, proprietaria reggente per il figlio Luca, la costruzione dell'edificio fu completata solamente nel 1580. Nell'area circostante, stando ai disegni della zona, erano state costruite delle capanne nelle quali alloggiavano i soldati assegnati alla torre e alla pattuglia del litorale. Il castellano riceveva dalla Camera apostolica 10 scudi al mese per mantenere dei soldati di guarnigione.
Nonostante la presenza della torre, nel 1588 il pirata ottomano Hassan Ağa si infiltrò nel vicino borgo di Pratica di Mare, rapendo 103 persone di cui poi non si ebbe più notizia.
Durante la seconda guerra mondiale, allo sbarco delle truppe alleate ad Anzio, la torre fu resa inutilizzabile dalle forze dell'Asse in ritirata, subendo la stessa sorte di torre Clementina a Fiumicino e tor Materno ad Anzio. Successivamente negli anni '60 la torre fu abbattuta e sostituita da un condominio durante il boom economico italiano.

## Descrizione
La torre era di forma quadrata e ogni lato misurava circa 13 metri, per un perimetro totale di 52 metri. Essa si articolava su due piani poggiati su una base a scarpa per un'altezza complessiva di 16-17 metri con la piazza d'armi sulla sommità circondata da merli. L'ingresso era rialzato ed era accessibile tramite una scala a pioli.
Il nome Vajanico deriva da Valanicum a sua volta deformazione del termine greco βάλανος che significa ghianda o in alternativa quercia, in riferimento alla flora del territorio. Il toponimo di Mezzavia invece trova origine nella posizione geografica della torre, a metà strada tra la costa di Anzio e il Tevere.